# Diocesi di La Vega
La diocesi di La Vega (in latino Dioecesis Vegensis) è una sede della Chiesa cattolica nella Repubblica Dominicana suffraganea dell'arcidiocesi di Santiago de los Caballeros. Nel 2023 contava 838.000 battezzati su 850.000 abitanti. È retta dal vescovo Carlos Tomás Morel Diplán.

## Territorio
La diocesi comprende le province dominicane di La Vega, Monseñor Nouel, Hermanas Mirabal e Sánchez Ramírez.
Sede vescovile è la città di La Vega, dove si trova la cattedrale dell'Immacolata Concezione di Maria Vergine.
Il territorio è suddiviso in 60 parrocchie.

## Storia
Concepción de la Vega fu sede di una delle prime tre diocesi erette dagli spagnoli nel Nuovo Mondo. L'8 agosto 1511 papa Giulio II, con la bolla Romanus pontifex, eresse tre sedi, le diocesi di Santo Domingo e di Concepción, sull'isola di Hispaniola, e la diocesi di San Juan sull'isola di Porto Rico, tutte suffraganee dell'arcidiocesi di Siviglia.
Fu nominato vescovo Pedro Suárez Deza, che fu il primo a raggiungere l'isola di Hispaniola, probabilmente nel 1514; tra i suoi primi atti ci fu la benedizione della posa della prima pietra della cattedrale di Santo Domingo. Suárez Deza, morto il 17 marzo 1523, fu anche l'unico vescovo della diocesi di Concepción.
Dopo la sua morte, la diocesi rimase vacante per alcuni anni, finché il 28 dicembre 1528 fu unita a quella di Santo Domingo. Le due diocesi rimasero unite fino all'erezione della provincia ecclesiastica di Santo Domingo il 12 febbraio 1546: nel breve Super universas, tra le suffraganee di Santo Domingo è compresa anche la diocesi di Concepción. Non risulta tuttavia nessun vescovo nominato per questa sede, che il 24 aprile 1556 fu nuovamente unita a quella di Santo Domingo. In seguito non si hanno più notizie della diocesi di Concepción.
La diocesi è stata nuovamente eretta il 25 settembre 1953  con la bolla Si magna et excelsa di papa Pio XII, ricavandone il territorio dall'arcidiocesi di Santo Domingo, di cui era originariamente suffraganea.
Il 16 gennaio 1978 ha ceduto una porzione del suo territorio a vantaggio dell'erezione della diocesi di San Francisco de Macorís e contemporaneamente ha acquisito il territorio della provincia di Salcedo, fino ad allora sottoposta alla giurisdizione della diocesi di Santiago de los Caballeros.
Il 14 febbraio 1994 è entrata a far parte della provincia ecclesiastica di Santiago de los Caballeros.

## Cronotassi dei vescovi
Si omettono i periodi di sede vacante non superiori ai 2 anni o non storicamente accertati.
- Francisco Panal Ramírez, O.F.M. † (22 giugno 1956 - 20 dicembre 1965 dimesso[6])
- Juan Antonio Flores Santana † (24 aprile 1966 - 13 luglio 1992 nominato vescovo di Santiago de los Caballeros)
- Antonio Camilo González (10 ottobre 1992 - 23 febbraio 2015 ritirato)
- Héctor Rafael Rodríguez Rodríguez, M.S.C. (23 febbraio 2015 - 7 ottobre 2023 nominato arcivescovo di Santiago de los Caballeros)
- Carlos Tomás Morel Diplán, dal 18 ottobre 2024[7]

## Statistiche
La diocesi nel 2023 su una popolazione di 850.000 persone contava 838.000 battezzati, corrispondenti al 98,6% del totale.
| anno | popolazione | popolazione | popolazione | presbiteri | presbiteri | presbiteri | presbiteri                | diaconi | religiosi | religiosi | parrocchie |
| anno | battezzati  | totale      | %           | numero     | secolari   | regolari   | battezzati per presbitero | diaconi | uomini    | donne     | parrocchie |
| ---- | ----------- | ----------- | ----------- | ---------- | ---------- | ---------- | ------------------------- | ------- | --------- | --------- | ---------- |
| 1966 | 852.350     | 871.430     | 97,8        | 61         | 26         | 35         | 13.972                    |         | 38        | 101       | 33         |
| 1970 | 714.153     | 751.740     | 95,0        | 74         | 23         | 51         | 9.650                     |         | 59        | 129       | 36         |
| 1976 | 789.084     | 857.779     | 92,0        | 82         | 20         | 62         | 9.622                     | 1       | 78        | 175       | 36         |
| 1980 | 526.000     | 560.000     | 93,9        | 58         | 13         | 45         | 9.068                     | 3       | 52        | 115       | 25         |
| 1990 | 678.000     | 707.000     | 95,9        | 55         | 18         | 37         | 12.327                    | 18      | 47        | 137       | 25         |
| 1999 | 715.000     | 794.000     | 90,1        | 75         | 39         | 36         | 9.533                     | 15      | 55        | 173       | 34         |
| 2000 | 691.240     | 768.045     | 90,0        | 78         | 41         | 37         | 8.862                     | 30      | 56        | 169       | 34         |
| 2001 | 691.245     | 768.045     | 90,0        | 81         | 44         | 37         | 8.533                     | 30      | 59        | 164       | 50         |
| 2002 | 691.245     | 768.045     | 90,0        | 84         | 45         | 39         | 8.229                     | 30      | 54        | 127       | 61         |
| 2003 | 691.245     | 768.045     | 90,0        | 87         | 46         | 41         | 7.945                     | 37      | 90        | 129       | 60         |
| 2004 | 610.881     | 880.254     | 69,4        | 89         | 49         | 40         | 6.863                     | 49      | 53        | 134       | 60         |
| 2013 | 801.000     | 977.000     | 82,0        | 92         | 67         | 25         | 8.706                     | 65      | 45        | 178       | 56         |
| 2016 | 788.482     | 799.588     | 98,6        | 110        | 78         | 32         | 7.168                     | 87      | 48        | 171       | 55         |
| 2019 | 811.000     | 822.500     | 98,6        | 115        | 72         | 43         | 7.052                     | 102     | 60        | 173       | 58         |
| 2021 | 824.745     | 836.540     | 98,6        | 122        | 80         | 42         | 6.760                     | 132     | 65        | 159       | 58         |
| 2023 | 838.000     | 850.000     | 98,6        | 121        | 77         | 44         | 6.925                     | 106     | 64        | 172       | 60         |